# Max Doblinger
Max Doblinger (* 18. September 1873 in Perg; † 15. August 1965 in Aschach an der Donau) war ein österreichischer Archivar, Historiker und Numismatiker. Er war Beamter im Steiermärkischen Landesarchiv, von 1923 bis 1933 als dessen Direktor.

## Leben
Doblinger wurde als Sohn eines Rechtsanwalts geboren und verbrachte in Perg seine Kindheit. Die Übersiedlung nach Linz ermöglichte ihm den Besuch des Akademischen Gymnasiums in Linz. Die Matura legte er 1894 am humanistischen Gymnasium in Ried im Innkreis ab, da er wegen der Mitgliedschaft bei einer verbotenen Schülerverbindung die Schule in Linz verlassen musste. Lehrer war unter anderen Hans Commenda.
Sein Einjährig-Freiwilligenjahr absolvierte er 1895 bei den in Linz stationierten Tiroler Kaiserjägern Nr. 4, wo er 1897 Leutnant der Reserve wurde. Er nahm an Waffenübungen in Böhmen, Istrien und Cattaro teil.
Ab 1895 studierte er an der Universität Graz Geschichte und Geographie und wurde dort 1901 wie zuvor 1861 sein Vater promoviert. Zu seinen Lehrern zählten Franz von Krones, Hans von Zwiedineck-Südenhorst, Adolf Bauer, Eduard Richter, Martin Wutte und Johann Loserth. Studienkollegen waren Otto Jauker, Viktor von Geramb und Hans Pirchegger.
Während des Studiums wurde er 1895 bei der Grazer akademischen Burschenschaft Frankonia aktiv, wo er Paul Wentzcke und Herman Haupt kennenlernte. Während der Grazer Studienzeit konvertierte Doblinger zur Evangelischen Kirche, was in weiterer Folge seinen Berufsweg bestimmte, da sich damit die für ihn offenstehenden Möglichkeiten drastisch eingeschränkt hatten.
Erweiterungen des fachlichen Wissens erfolgten an der Universität Leipzig bei Friedrich Ratzel, Gerhard Seeliger und Erich Marcks sowie am Österreichischen Institut für Geschichtsforschung an der Universität Wien bei Engelbert Mühlbacher, Oswald Redlich, Joseph von Zahn, Wilhelm Erben, Alfred Dopsch, Franz Wickhoff. Studienkollegen waren Ignaz Zibermayr und Heinrich Ritter von Srbik.
1903 heiratete Doblinger Paula Kaltenbrunner, die Tochter eines Eferdinger Advokaten. Seine Tochter wurde 1905 geboren.
Seine Berufslaufbahn begann 1903 Dank der Fürsprache von Freunden und Lehrern in Graz für 1¼ Jahre als unbezahlter Volontär am Steiermärkischen Landesarchiv in Graz. 1904 wurde er Archiv-Aspirant, 1906 Archiv-Adjunkt, 1912 Konzeptionist I. Klasse.
Die berufliche Tätigkeit wurde durch den Ersten Weltkrieg unterbrochen, wo er als Leutnant diente, beim Tunnel von Lupków in den Karpaten schwer verwundet wurde und in russische Gefangenschaft geriet. Noch vor Kriegsende und vor allem vor der Oktoberrevolution gelangte er durch glückliche Umstände wieder in die Heimat, wo er sich bei seiner Familie in Eferding erholte und schließlich seine Arbeit in Graz wieder aufnehmen konnte.
1920 wurde er Direktor-Stellvertreter des Steiermärkischen Landesarchivs, nachdem er zuvor bereits zum Landesarchivar ernannt worden war. Ebenfalls 1920 wurde er Mitglied der Historischen Landeskommission für die Steiermark, der er bis 1951 angehörte. 1923 folgte er Anton Mell (Bruder des Historikers Alexander Mell) als Direktor des Steiermärkischen Landesarchivs nach und wurde in dieser Funktion 1932 zum Hofrat ernannt. Am 31. Mai 1933 trat er etwas vorzeitig seinen Ruhestand an und übersiedelte in die Heimat seiner Familie nach Aschach.
Persönlich integrierte er sich vermehrt in die evangelische Kirchengemeinde, wo er ab 1926 Gemeindevertreter, ab 1927 Presbyter und 1932 Kurator-Stellvertreter wurde, Ämter, die er erst bei seiner Übersiedlung nach Aschach zurücklegte.
Während seiner beruflichen Tätigkeit lebte er in Graz. Er verband seine Forschungstätigkeit mit ausgedehnten Wanderungen und Reisen. Seinen Lebensabend verbrachte er in seinem Haus in Aschach an der Donau.

## Publikationen
Max Doblinger hat in der Zeit zwischen 1900 und 1961, unterbrochen durch die Weltkriege, zahlreiche Artikel zu historischen und numismatischen Themen meist in Fachzeitschriften und Vereinsmitteilungen, aber auch in Tageszeitungen veröffentlicht. Eine ausführliche Auflistung wurde von Wolfgang Sittig erstellt.
Ausgewählte Schriften:
- Die Herren von Walsee. Ein Beitrag zur österreichischen Adelsgeschichte. Aus dem Archiv für österr. Geschichte (Bd. XCV, II. Hälfte, S. 235) separat abgedruckt.  Wien 1906 (= Archiv für österreichische Geschichte. Band 95, I-15103/95, ISSN 0003-9322, S. 235–578).
- mit Georg Schmidgall: Geschichte und Mitgliederverzeichnisse burschenschaftlicher Verbindungen in Alt-Österreich und Tübingen von 1816–1936. C.A. Starke, Görlitz 1940.